# مجموعة تلغراف ميديا
مجموعة تلغراف ميديا Telegraph Media Group Limited ( TMG ؛ سابقًا Telegraph Group ) هي المجموعة  المالكة لصحيفة ديلي تلغراف و ذا صنداي تلغراف . وهي شركة تابعة لالى مجموعة بريس القابضة Press Holdings. استحوذ ديفيد وفريدريك باركلي [الإنجليزية] على المجموعة في 30 يوليو 2004، بعد شهور من العطاءات والدعاوى القضائية المكثفة، من شركة هولينجر إنك في تورنتو في كندا، مجموعة الصحف التي يسيطر عليها رجل الأعمال الكندي الأمريكي كونراد بلاك .
عام 2015، حققت مجموعة مجموعة تلغراف ميديا ربحا تشغيليا قدره 51 مليون جنيه إسترليني. بلغت الأرباح قبل الضرائب 47 مليون جنيه إسترليني، وبلغ حجم المبيعات للأسبوع 53 حتى 3 يناير 2016 319 مليون جنيه إسترليني، وفقًا لحسابات غير مدققة تم تسريبها إلى صحيفة الغارديان . إذا كانت هذه الأرقام دقيقة، فهذه زيادة عن مستويات 2014 في كلا الحسابين.
تعمل مجموعة تلغراف ميديا كشركة إخبارية للوسائط المتعددة. تنشر الشركة القابضة منشورات يومية وأسبوعية في نسختين مطبوعة وإلكترونية، تقدم أخبارًا عن السياسة والنعي والرياضة والتمويل ونمط الحياة والسفر والصحة والثقافة والتكنولوجيا والأزياء والسيارات.

## فريق العمل
- مردوخ ماكلينان:الرئيس التنفيذي.
- سارة كرومبتون:رئيسة تحرير قسم الفن في ديلي تلغراف.
- جيم فريمان: مدير المبيعات.
- ديفيد كينج :الرئيس التنفيذي.
- ماثيو واتكينز:مدير إستراتيجية التنبيه.

## الروابط الخارجية
- الموقع الرسمي